# Саскатун Блейдз
«Саскату́н Блейдз» (англ. Saskatoon Blades) — юниорский хоккейный клуб, выступающий в Западной хоккейной лиге (WHL). Клуб расположен в городе Саскатун, провинция Саскачеван, Канада.

## История
Клуб был основан в 1964 году и присоединился к Западной хоккейной лиге в год её основания — 1966-й. Это единственный клуб, участвовавший во всех сезонах WHL и ни разу при этом не переехавший в другой город и не сменивший название.
Клуб ни разу не выигрывал чемпионский титул WHL. Его серия без побед, берущая начало с 1967 года (в этом году было разыграно первое чемпионство), является рекордной во всей Канадской хоккейной лиге.
В сезонах 1998/99 и 1999/00 главным тренером «Блейдз» был Брэд Маккриммон.

## Достижения
- Победители регулярного сезона (5): 1972–73, 1982–83, 1987–88, 2010–11, 2023–24;
- Финалист WHL : 1973, 1975, 1976, 1992, 1994;
- Финалист Мемориального кубка : 1989;

## Известные игроки

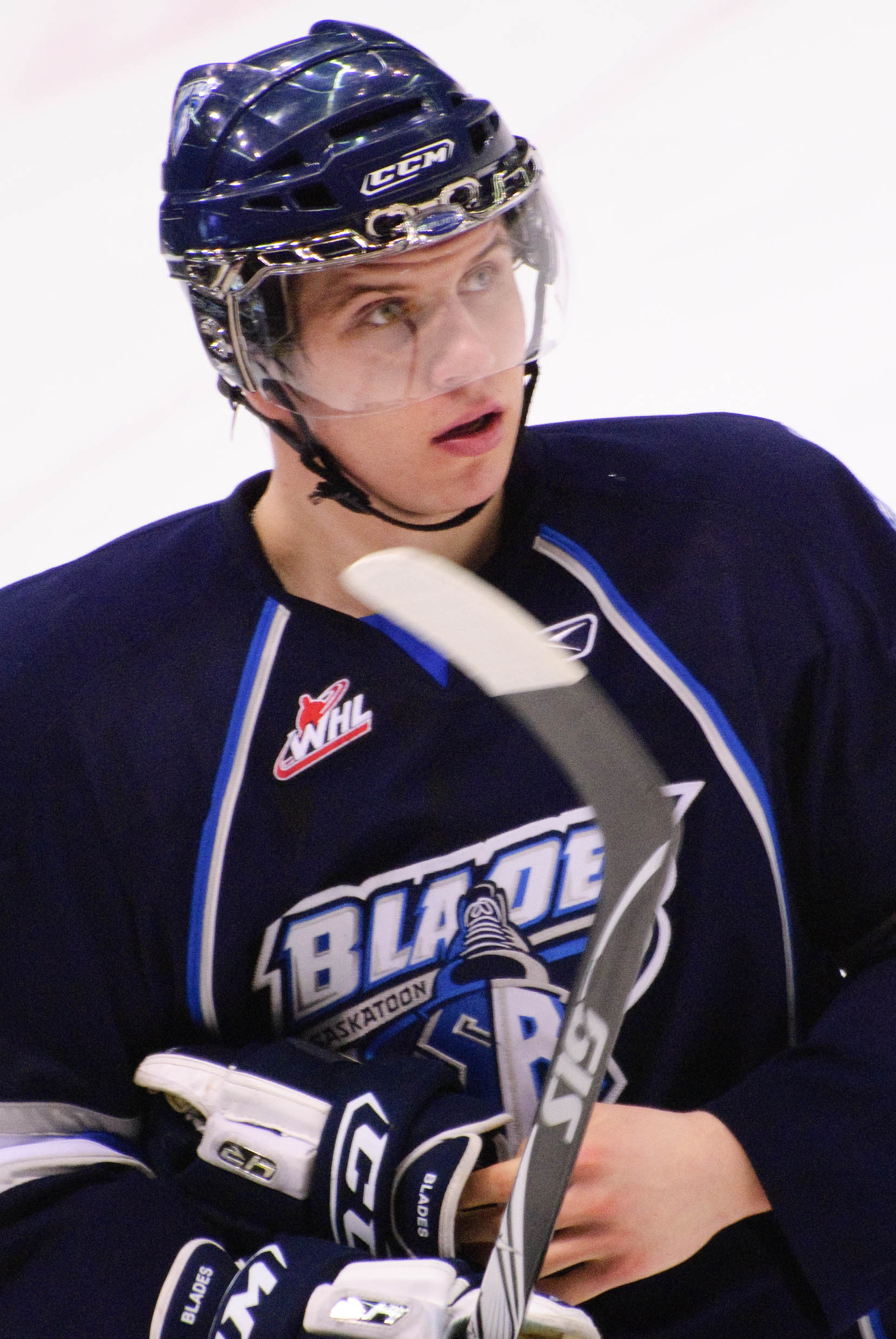
Брэйден Шенн в форме «Блейдз»

- Берни Федерко (1973—1976)
- Майк Бэбкок (1980—1981) — главный тренер сборной Канады — победителя Олимпиады-2010
- Тодд Маклеллан (1983—1987)
- Норм Маракл (1991—1994)
- Брент Сопел (1993—1994) — обладатель Кубка Стэнли.
- Уэйд Белак (1993—1996)
- Мартин Эрат (1999—2001)
- Майкл Гарнетт (2001—2002)
- Майк Грин (2001—2005)
- Девин Сетогучи (2003—2006)
- Брэйден Холтби (2006—2009)
- Брэйден Шенн (2011)